# Kari (Mythologie)
|  | Dieser Artikel oder Abschnitt wurde wegen inhaltlicher Mängel auf der Qualitätssicherungsseite des Projekts Germanen eingetragen. Dies geschieht, um die Qualität der Artikel aus diesem Themengebiet auf ein akzeptables Niveau zu bringen. Bitte hilf mit, die Mängel dieses Artikels zu beseitigen, und beteilige dich an der Diskussion! |

Kári, der Herrscher der Winde, ist in der nordischen Mythologie ein Sohn des Reifriesen Fornjótr, des Vaters der Naturgewalten. Seine Brüder sind Hlér, das Meer und Logi, das Feuer. Er selbst ist Vater von Frosti oder Jökull (je nach Quelle). Er ist in beide Quellen Großvater des Snær, des Schnees.

## Moderne Rezeption
- Nach Kári wurde der Saturnmond Kari benannt.
- Das vorgeschlagene Archaeenphylum „Kariarchaeota“ aus der Gruppe der Asgard-Archaeen (oder ihr nahestehend) soll nach Kari benannt werden.